# Lepidozia javanica
Lepidozia javanica là một loài Rêu trong họ Lepidoziaceae. Loài này được (Nees) Mont. mô tả khoa học đầu tiên năm 1845.